# Tomatpuré

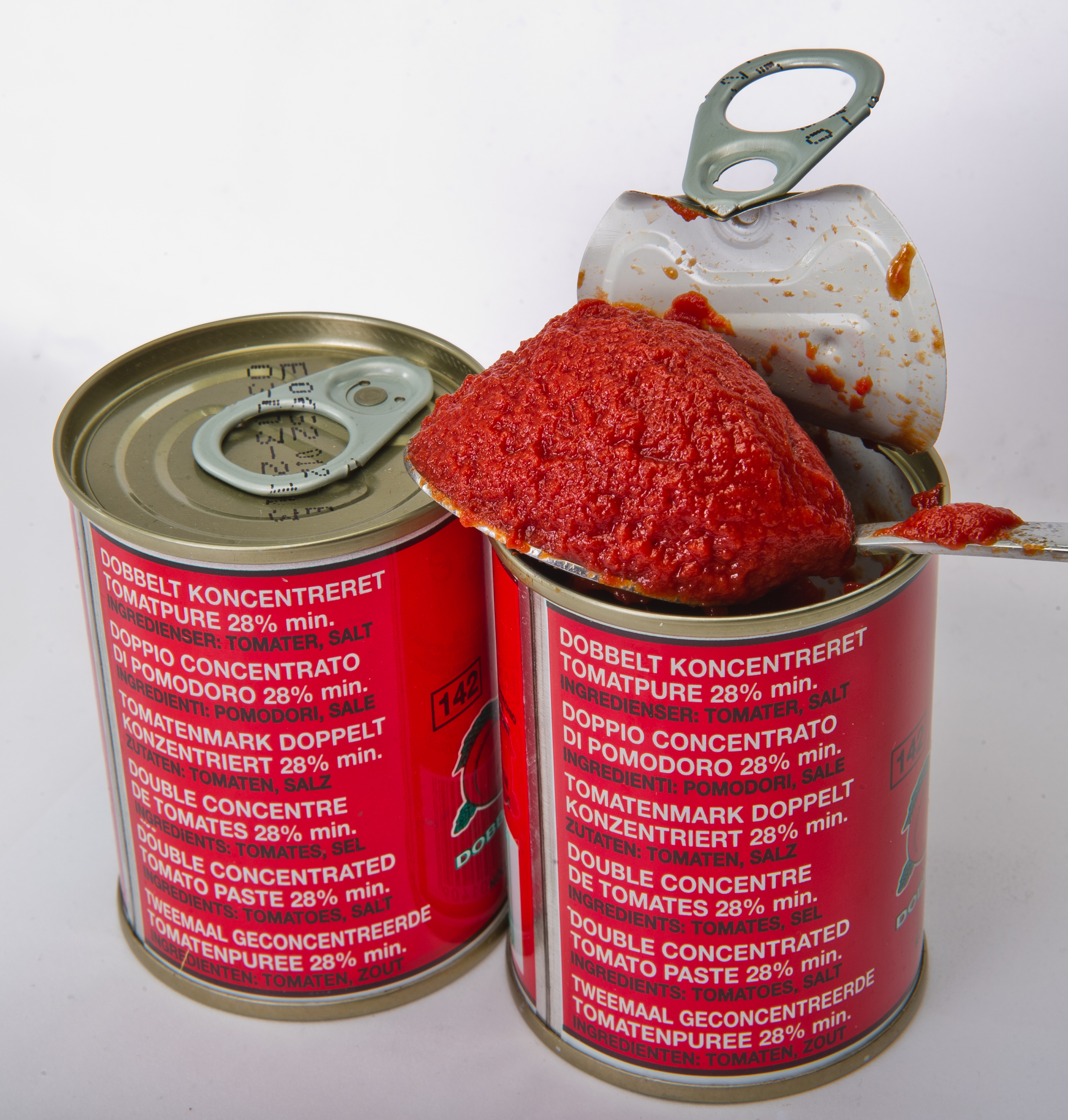
Tomatpuré i konservburk

Tomatpuré är finhackade tomater, som hettas upp för att få bort vatten. Purén tillhandahålls färdig i butikerna och säljs på tub eller på burk. Den är ofta naturell, men finns även att få i kryddade varianter. Den har en tjockare konsistens än tomatsås och används ofta i  grytor, till exempel Korv Stroganoff.